# پیشینه بابل

نقشه ایران در اواخر دوره صفویه؛ در بخش شهرهای جنوبی دریای مازندران، نام آن وقت بابل یعنی «بارفروش»، به شکل Bafrouche در بالای خط ساحلی آمده‌است.

بابل شهری است در ۱۵ کیلومتری جنوب دریای مازندران که اکثر مورخان تاریخ بنای آن را به بعد از ورود اسلام به ایران نسبت می‌دهند. برخی مورخان باورمند به وجود شهری به نام «مه‌میترا» در جای شهر کنونی بابل در دورهٔ پیش از اسلام هستند، ولی بنا بر اسناد تاریخی موجود، نخستین شهر بناشده در این مکان، «مامطیر» و در دورهٔ پس از ورود اسلام بوده‌است. نام این شهر پس از آن به «بارفروش‌ده» و سپس به دلیل گسترش شهر، به «بارفروش» تبدیل شد. نام شهر در تاریخ ۳۰ اسفند ۱۳۱۰ به «بابل» دگرگونی یافت و این مصوبه در تاریخ ۱ فروردین ۱۳۱۱ ابلاغ شد.
اهمیت یافتن شهر بابل را می‌توان از زمان شاه عباس بزرگ دانست که نام شهر از «بارفروش‌ده» به «بارفروش» دگرگون یافت و شاه عباس کاخ خود را در جزیرهٔ «بحرارم» بابل ساخت. از آن زمان این شهر اهمیت بازرگانی بیشتری یافت و در دورهٔ افشاریان و زندیان به مرکزیت مازندران رسید.
از این رو که ناحیهٔ بابل هیچ‌گاه مستقل نبوده و همیشه پیروی تبرستان و مازندران بوده‌است، بنابراین دارای سرگذشت و تاریخی مشترک با دیگر نواحی مازندران است و برای مطالعهٔ آن، ناچار به مطالعهٔ تاریخ مازندران می‌باشیم.

## دوران باستان
از درون شهر کنونی «بابل» هیچ اثری که نشان از وجود شهر در دوران باستان داشته باشد، یافت نشده. اما در نواحی گوناگون «شهرستان بابل» آثاری پیدا شده که نشان از وجود زندگی در این نواحی در دوران باستان دارد.

### محوطه‌های باستانی
بنا بر ادعای برخی از مورخان و همچنین شواهدی که باستان‌شناسان ارائه می‌دهند، شهر تاریخی «ترنجه» که کهن‌ترین شهر طبرستان بود، در مکان کنونی روستای ابوالحسن‌کلای بابل جای داشت. نخستین پژوهش باستان‌شناسی در تپه‌های پیرامونی این روستا، در دههٔ پنجاه خورشیدی و به دست «موسی درویش روحانی» انجام گرفت. پژوهشگرانی در سال ۱۳۸۹ این محوطه را از نو بررسی کردند و به آجرها و تکهٔ سفال‌های مربوط به زمان‌های گوناگون تاریخی دست یافتند. در این پژوهش، دو محوطهٔ باستانی به نام‌های «قلعهٔ کُتی» و «عروس‌وداماد» بررسی شد.

#### قلعهٔ کُتی
این محوطهٔ باستانی که در بخش شرقی روستای ابوالحسن‌کلای بابل جای گرفته، از دو تپه تشکیل شده‌است. یکی از تپه‌ها در بلندای ۱۰ متری و دیگری در بلندای ۷ متری از سطح زمین‌های پیرامون قرار گرفته‌اند. منوچهر ستوده، دربارهٔ قلعهٔ کتی در کتاب «از آستارا تا استارباد» می‌نویسد:
«خاک‌ریزی است دستی مدور بزرگ، بلندی آن در حدود ده متر از سطح زمین اطراف است. طرف شرقی آن برآمدگی بیشتری است که ظاهراً ارگ قلعه بوده‌است. سطح اراضی بالای این خاک‌ریز بیش از سه هکتار است. این قلعه به نام «شهرک» معروف بوده‌است».
در بررسی‌های سال ۱۳۸۹ در این محوطه، از تپهٔ «قلعهٔ کُتی» تکه‌هایی از گونه‌های خاکستری تیره، خاکستری روشن و سرخ سفال‌های شاخص عصر آهن یافت شد. در بخش شمال شرقی این محوطهٔ باستانی و به فاصلهٔ هزار متری از آن، بخشی از زمین‌هایی را که متعلق به محوطهٔ باستانی بود، برای حفر چاه خاک‌برداری کردند که از این‌جا هم مقدار فراوانی سفال به دست آمد. با توجه به پیداشدن تکه‌هایی از سفال‌های عصر آهن در قلعهٔ کتی، کارشناسان قدمت این تپه را تا ۵۰۰۰ سال تخمین می‌زنند.

#### عروس‌وداماد
محوطهٔ باستانی دیگر روستای ابوالحسن‌کلای بابل، در بین اهالی روستا به نام «عروس‌وداماد» مشهور است. این محوطه در جنوب و جنوب غربی روستای ابوالحسن‌کلا جای دارد. این محوطه به بلندی ۲/۵ متر از زمین‌های پیرامون‌اش است. به دلیل ساخت‌وسازهای درون روستا و وجود باغ مرکبات، این محوطه بیشتر از محوطهٔ «قلعهٔ کتی» تخریب شده و تراکم آثار تاریخی درون آن کمتر از آن محوطه است.
محوطهٔ باستانی «عروس‌وداماد» از سه پشتهٔ جدا از هم و یک خندق تشکیل شده‌است. ذر بررسی‌های سال ۱۳۸۹ از این محوطه هم تکه‌هایی از گونه‌های خاکستری تیره، خاکستری روشن و سرخ سفال‌های شاخص عصر آهن یافت شد؛ بنابراین دیرینگی این محوطه را هم می‌توان همچون قلعهٔ کتی تا ۵۰۰۰ سال برآورد کرد.
همچنین در بررسی زمین‌های پیرامون محوطه‌های «قلعهٔ کُتی» و «عروس‌وداماد»، قطعاتی از تنپوشه‌های سفالی به اندازه‌های ۵*۱۰ سانتی‌متر یافت شد.

## پیش از اسلام
شماری از مورخان باور دارند که پیش از ورود اسلام، در مکان شهر «بابل» کنونی، شهری به نام «مه‌میترا» وجود داشته که دین مردم آن مزدیسنا بوده و این شهر دارای آتشکده‌ای بزرگ بوده‌است. اردشیر برزگر در این‌باره می‌نویسد:
«شهر بابل امروزه، شهری بوده پاک و مقدس در نزدیکی‌های دریا و برای جای داشتن «میترای بزرگ» (آتشکدهٔ میترا). بومیان آن را «مه‌میترا» یا جایگاه میترای بزرگ نامیده‌اند. این نام در دورهٔ اسلامی به زبان تازی «مامطیرا» گردید. «مامطیرا» یا «ممطیر»، معرب‌شدهٔ مه‌میترای پارسی است و مشتق از «مه» یعنی بزرگ و «میترا» یعنی فروغ دوستی و مهربانی و راستی و درستی است. برخورد ما بدین گونه نام‌ها در دورهٔ اسلامی بسیار است.»
گرچه اردشیر برزگر منبع ادعای خود را نمی‌آورد، ولی نام «مه‌میترا» در نزد بسیاری از صاحب‌نظران و مردم عادی پذیرفته شده‌است.

## باوندیان
از حدود ۲۰۰ سال پس از آغاز فرمانروایی باوندیان بر طبرستان (از سال ۴۵ تا ۷۵۰ هجری قمری)، نام «مامطیر» (کهن‌ترین نام بابل در اسناد تاریخی معتبر) کم‌کم به عنوان یکی از شهرهای نسبتاً مهم این ناحیه در کتاب‌های تاریخی، نقشه‌ها و اسناد موجود دربارهٔ طبرستان آورده شده‌است.

### شورش طبرستان
نوشتار اصلی: شورش طبرستان
نخستین اشاره به مامطیر در رویدادهای مهم تاریخی در سال ۱۶۹ قمری و به هنگام شورش مردم طبرستان بر اعراب است. در این شورش نه تنها اعراب، بلکه ایرانی‌های عرب‌زده هم مورد خشم و نفرت مردم قرار گرفتند. کینهٔ مردم به حدی بود که زنان ایرانی که شوهر عرب داشتند، ریش شوهران خود را می‌کشیدند و به بیرون می‌بردند تا مردم آن‌ها را بکشند. این شورش به حدی رسید که در سراسر طبرستان حتی یک عرب هم بر جای نماند. اردشیر برزگر دربارهٔ این برهه زمانی و پاسگاه‌های اعراب در رویان و شمار کسان هر یک از آن‌ها می‌نویسد:
«از پاسگاه‌ها و پادگان بخش مازندران که در این شورش نابود شدند، اطلاعی در دست نیست؛ ولی از سیاههٔ پاسگاه‌هایی که در دورهٔ نیابت ابوالعباس طوسی در تبرستان دایر گردیده بود، می‌توان دانست که: شهر ساری ۱۰۰۰ نفر، جزایری…، مامطیرا (شهر بابل کنونی) ۱۰۰۰ نفر،... ترنجه (ابوالحسن‌کلای تژیراز دهستان جنوبی شهر بابل کنونی) ۱۵۰۰ نفر … بود».
با این وجود، در سیاهه‌ای که ابن اسفندیار از بیش از ۴۵ پاسگاه اعراب و شمار کسان هر کدام، با عنوان «فرمان ده» در کتاب خود آورده، نام مامطیر دیده نمی‌شود. اولیاءالله آملی در کتاب خود به نام تاریخ رویان، جای پاسگاه‌های اعراب و شمار کسان هر پاسگاه را می‌آورد، ولی در مورد مازندران (یعنی از تمیشه تا کلاد) فقط می‌گوید که اعراب ۵۰ پاسگاه داشتند و نامی از پاسگاه‌های مازندران نمی‌آورد.

### گرویدن به داعی کبیر
نوشتار اصلی: داعی کبیر
در سال ۲۵۰ ق. به هنگام جنبش داعی کبیر بر عامل خلیفه عباسی در تبرستان، «مزمغان پسر ونداد امید» که در جنگل‌ها و بیشه‌زارهای مامطیر پنهان شده بود، به مامطیر آمد و در روز پنجشنبه ۲۶ شوال ۲۵۰ ق.، از مردم خواست تا به داعی کبیر بپیوندند. مردم همه درخواست او را قبول کردند. پس مزمغان نامه‌ای به داعی کبیر نوشت و از آمادگی مردم مامطیر خبر داد و از وی درخواست فرمانروایی منطقهٔ «رز» را کرد. داعی کبیر که در این زمان در آمل بوده، این درخواست او را قبول کرد و به او گفت تا به ساریه برود و همان‌جا بماند تا وی هم خودش را برساند. مزمغان از مامطیر به ده «فوتم نوروزآباد» ساریه رفت و در آنجا به انتظار داعی کبیر نشست.
در پی خیزش داعی کبیر، عامل خلیفه عباسی یعنی «سلیمان» با لشکری آراسته به ساریه رسید. داعی کبیر به «محمد بن ابراهیم» و «محمد بن حمزه» خبر داد تا حشم آمل و مامطیر را بیاورند. در پی این رویداد، اسپهبد «قارن» بگریخت و داعی کبیر در عید (به احتمال فراوان عید قربان) به آمل آمد. وی پس از عید قربان به مامطیر رفت و ۱۳ روز در آنجا ماند. سپس از مامطیر به «چمنو» رفت.

### ورود لشکر سامانی
در حدود سال ۲۸۷ ق. لشکر شکست‌خوردهٔ سامانیان وارد مامطیر شد. این لشکر متعلق به «احمد اسماعیل سامانی» بود که پس از چهل شبانه‌روز جنگ با ناصر کبیر، شکست خورده بود و تا مامطیر مجبور به عقب‌نشینی شد. ناصر کبیر پیش از این هم با مردمی از گیلان به تبرستان تاخته بود، ولی در نیم فرسنگی آمل از احمد بن اسماعیل سامانی شکست خورده بود.

### نخستین اشارات

نخستین نقشهٔ مستقل تبرستان که در دورهٔ سامانیان و به دست اصطخری، به سال ۳۴۰ ق. کشیده شد. در این نقشه، نام مامطیر به خط راست میان نام‌های «ساریه» و «میله» آمده‌است.

نخستین اشاره جغرافی‌دانان به نام «مامطیر»، در سال ۲۹۰ ق. و به دست ابن رسته و ابن فقیه همدانی صورت گرفت. ابن رسته در نام بردن از شهرهای تبرستان، نام «مامطیر» و «ترنجه» (بنا بر ادعای بسیاری از مورخان، نام کهن روستای ابوالحسن‌کلای بابل) را می‌آورد. در همین سال، ابن فقیه همدانی در کتاب خویش، در نام بردن از شهرهای تبرستان، پس از آمل از «ممطیر» نام می‌برد و می‌نویسد که میان آمل و ممطیر فرسنگ‌ها راه است. وی پس از آن از شهر «ترنجه» به عنوان شهری کوچک یاد می‌کند و فاصلهٔ ممطیر تا ترنجه را شش فرسنگ می‌نویسد. ابن فقیه همچنین خبر از وجود مسجد و منبری معتبر در ممطیر می‌دهد. وی می‌افزاید که میان آمل و ممطیر روستاهای فراوان و ده‌های آباد وجود دارد.
اصطخری در کتاب «المسالک و الممالک» خود که به سال ۳۴۰ ق. نگاشته شد، از «مامطیر» و «بَرجی» (همان ترنجه) نام می‌برد و دربارهٔ مامطیر می‌نویسد:
«مامطیر در شمار طبرستان است… هر که خواهد که بیرون آید از آمل، تا مامطیر یک مرحله و از مامطیر تا ساریه یک مرحله».
محمد مقدسی در سال ۳۸۵ ق. در کتاب احسن التقاسیم فی معرفه الاقالیم از «ممطیر» و «مامطیر» در دو مدخل جدا نام می‌برد و هم در خلاصهٔ ابتدای کتاب خود و هم در شرح تفصیلی کتاب، این دو را دو شهر جداگانه عنوان می‌کند. وی «ممطیر» را از قصبهٔ آمل به‌شمار می‌آورد.
ابن اسفندیار نویسندهٔ کتاب تاریخ طبرستان در نام‌بردن از شهرهای درون بند تمیشه، از مامطیر و «تریجه» (ترنجه) نام می‌برد. در صفحات پایانی کتاب «تاریخ مغول»، نقشه‌ای از ایران در زمان سلطنت ایلخانان آورده شده که نام «مامطیر» در میان شهرهای کرانهٔ جنوبی دریای مازندران آورده شده‌است.
یاقوت حموی در کتاب معجم‌البلدان در سال ۶۲۳ ق. نوشته‌های ابن فقیه همدانی در کتاب «البلدان» را نقل قول می‌کند و نکاتی تازه به آن می‌افزاید. وی از آمل به عنوان بزرگترین شهر تبرستان یاد می‌کند و سپس از مامطیر نام می‌برد و می‌نویسد که میان آمل و مامطیر، شش فرسنگ راه آسان است. وی گفتهٔ ابن فقیه مبنی بر وجود مسجد و منبری معتبر در مامطیر را تکرار می‌کند. بعدها برنهارد دورن هم این گفته یاقوت حموی را نقل قول می‌کند و می‌نویسد که در قدیم شهر اول تبرستان، آمل بود. سپس مامطیر بود که میان آمل و آن شش فرسنگ راه بود. پس از آن «رمحه» بود که از مامطیر شش فرسنگ راه بود.

### نخستین نقشهٔ تبرستان
در دورهٔ سامانیان، نخستین نقشهٔ مستقل از دیار تبرستان کشیده شد. این نقشه را اصطخری کشید و آن را در کتاب «المسالک و الممالک» خود آورد. در نسخه‌ای از این نقشه که در متن عربی چاپ مصر کتاب آمده، «مامطیر» به خط راست میان دو شهر «ساریه» و «میله» دیده می‌شود. همچنین شهر «بَرجی» (ترنجه) در جنوب مامطیر و متمایل به غرب رسم شده‌است. ولی در نقشهٔ ترجمهٔ فارسی کتاب، مامطیر میان این دو شهر، به خط راست نیست و کمی به سمت جنوب رفته‌است که مکان درست شهر کنونی «بابل» را نشان می‌دهد. ولی در این نسخه، شهر «بَرجی» در شمال مامطیر و نزدیک به ساریه کشیده شده، که با توجه به جایگاه کنونی روستای ابوالحسن‌کلای بابل و نسخهٔ اصلی و عربی نقشه، نادرست به نظر می‌رسد.

نقشهٔ تبرستان از کتاب «صورةالارض»، نوشتهٔ ابن حوقل. در این نقشه نام «مامطیر» میان دو نام «ساریه» و «میله» دیده می‌شود.

نقشهٔ دیگری که در دوران سامانیان از تبرستان کشیده شده، متعلق به ابن حوقل است که آن را در سال ۳۶۷ ق. در کتاب «صورةالارض» خود آورده‌است. وی در این نقشه «مامطیر» را به خط راست، میان «ساریه» و «میله» کشیده‌است. ابن حوقل دربارهٔ راه‌های میان مامطیر و دیگر شهرهای تبرستان می‌نویسد:
«... و کسی که بخواهد از آمل بیرون رود، تا مامطیر یک فرسنگ و از آنجا تا ساریه یک منزل است و از راه «تریجی» [ترنجه] نمی‌گذرد؛ و این راه کوتاه‌تر است؛ و سبب این که راه اول را یاد کردم، وجود دو منبر در آن بود.».

### حصیر مامطیر
به نظر می‌رسد که در سدهٔ چهارم قمری، که برابر با فرمانروایی باوندیان در تبرستان و فرمانروایی سامانیان بر بیشتر نقاط ایران بود، حصیرهای مامطیر از شهرت فراوانی برخوردار بوده. نویسندهٔ کتاب حدود العالم در این باره می‌نویسد:
«مامطیر شهرکی است با آب‌های روان و از وی حصیر خیزد ستبر و سخت و نیکو که آن به تابستان به کار برند».
این حصیر هم‌اکنون بیشتر در روستاهای پیرامون بابل بافت می‌شود و در زبان مازندرانی به آن «کوب» می‌گویند. کوب در تابستان بسیار خشک است و می‌توان از آن به جای قالی در اتاق بهره برد. در گذشته که کوب ارزان بود، از آن برای فرش‌کردن شبستان مساجد استفاده می‌کردند.

## مرعشیان

### دگرگونی نام مامطیر
تقریباً همهٔ منابع تاریخی، دگرگونی نام «مامطیر» به «بارفروش‌ده» را به دوران مرعشیان و پس از ورود میربزرگ به این شهر نسبت می‌دهند؛ ولی در روایت‌های گوناگون مربوط به آن اختلاف وجود دارد. بنا بر نوشتهٔ اردشیر برزگر، پس از ورود میربزرگ به مامطیر، مردم بسیاری گرداگرد وی جمع شدند و رفت‌وآمد درویشان و پیروان میربزرگ به این شهر، موجب رواج کسب‌وکار گردید. وی دلیل دگرگونی نام شهر به «بارفروش‌ده» را هم گسترش شهر عنوان می‌کند.

## دوران قاجار

### دوران فتحعلی‌شاه (۱۱۷۶ تا ۱۲۱۳ خورشیدی)
فتحعلی‌شاه قاجار، برادرزادهٔ آقامحمدخان قاجار در ۴ صفر ۱۲۱۲ ق. (۱۱۷۶ خورشیدی) به پادشاهی رسید.

#### تبعید علی‌قلی‌خان
فتحعلی‌شاه بنا بر وصیت پادشاه نخست قاجار یعنی آقامحمدخان، دستور داد تا عمویش علی‌قلی‌خان را که چشم به تخت پادشاهی داشت و از تکریم و تعظیم وی سر باز می‌زد، نخست نابینا کنند و سپس به بارفروش تبعید کنند. در کتاب روضةالصفا دربارهٔ این تبعید نوشته شده: «فتح‌علی‌شاه امر فرمود که علی‌قلی‌خان را محبوس و مکفوف در بارفروش مسکون و موقوف دارند».

#### زمین‌لرزهٔ سال ۱۱۸۸ خورشیدی
در سال ۱۱۸۷ یا ۱۱۸۸ خورشیدی، زمین‌لرزهٔ شدیدی در مازندران و از جمله در بارفروش رخ داد که به گفته‌ای یک ماه و به گفته‌ای دیگر تا سه سال به درازا کشید. این زمین‌لرزه موجب خرابی شهرها و آبادی‌های بسیاری شد. رضا موسوی شاهاندشتی تاریخ رخداد این زمین‌لرزه را سال ۱۲۲۳ ق. (۱۱۸۷ خورشیدی) ذکر می‌کند و محدودهٔ آن را از مازندران تا قم و تا نزدیکی سبزوار می‌نویسد. وی روز زمین‌لرزه را ۱۲ تیر ماه قدیم ذکر می‌کند که در همان لرزش نخست بسیاری از آبادی‌ها را ویران کرد. وی می‌نویسد:
«از اول شب شنبهٔ همان روز، طبقات زمین به حدی به حرکت درآمده که احدی از وضیع و شریف را مظنهٔ بقای دنیا و مافیها نبوده، در اکثر دیار حدود مزبوره، معموره نماند. زمین را گویا در اکثر جاها پشت و رو نموده، اما… آدم کم تلف شده‌اند. اما، مساجد و منبرها و امام‌زاده‌ها و حمام‌ها و بازارها و خانه‌ها و پل‌ها و رباط [کاروان‌سرا] و قریه‌های اکثری به زمین فرورفتند و بالمره خراب شده‌اند که آثاری از آن‌ها نماند».
وی ادعا می‌کند که تا سه سال به‌طور پیاپی زمین‌لرزه روی می‌داد و پس از این سه سال هم گاهی زمین‌لرزه رخ می‌داد و در سال نوشتن کتاب، یعنی در سال ۱۲۲۶ ق. باز هم هر چند وقت زمین‌لرزه روی می‌داد.

### دوران ناصرالدین‌شاه (۱۲۲۷ تا ۱۲۷۵ خورشیدی)

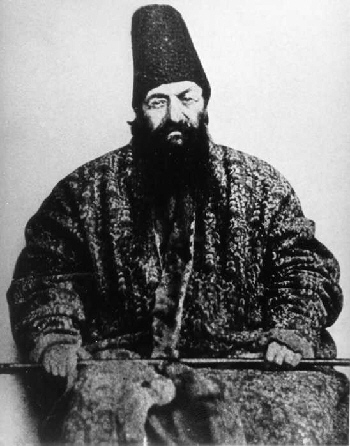
رضاقلی‌خان هدایت

حدود سه سال پس از تاج‌گذاری ناصرالدین‌شاه قاجار، یعنی در روز ۱۵ جمادی‌الثانی ۱۲۶۷ ق.، رضاقلی‌خان هدایت نویسندهٔ کتاب‌های روضةالصفای ناصری، مجمع‌الفصحاء و… برای مأموریتی که در خوارزم داشت، به بارفروش (بابل کنونی) آمد تا از این شهر به مشهد برود و از آنجا با کشتی به خوارزم برسد. وی در کتاب مجمع‌الفصحاء دربارهٔ بارفروش می‌نویسد:
«بارفروش شهری آباد شده و چون اطرافش جنگل است، بارو و برج برنمی‌تابد و مشتمل است بر مساجد و عمارات و مدارس و دکاکین و سراها و بیوتات، جمعیت آن زیاد است؛ این بنده مدت هشت سال در ایام طفولیت در این شهر می‌زیسته‌ام… جمعی از اقارب من در بارفروش مازندران سکونت داشته‌اند؛ ما نیز در آن شهر متوطن شدیم».
رضاقلی‌خان هدایت پس از فوت پدرش در سال ۱۲۱۸ قمری، به همراه مادرش به «بارفروش» (بابل کنونی) رفت. چرا که خویشاوندان مادرش اهل پازوار بارفروش بودند و در بارفروش می‌زیستند. وی در دوران کودکی‌اش ۸ سال در بارفروش زندگی کرد.

#### تخریب پل محمدحسن‌خان
در سال ۱۲۸۰ ق. (۱۲۴۳ خورشیدی) سه فرد به دنبال یافتن گنج، زیر پایه‌های پل محمدحسن‌خان را کندند و به این پل آسیب رساندند. «قهار قلی‌خان» (عموی فتحعلی‌شاه قاجار) که در آن زمان حاکم بارفروش بود، به دستور کتبی محمدصادق‌خان سرتیپ، رئیس قشون مازندران، این افراد را دستگیر کرد.

#### سفر ناصرالدین‌شاه

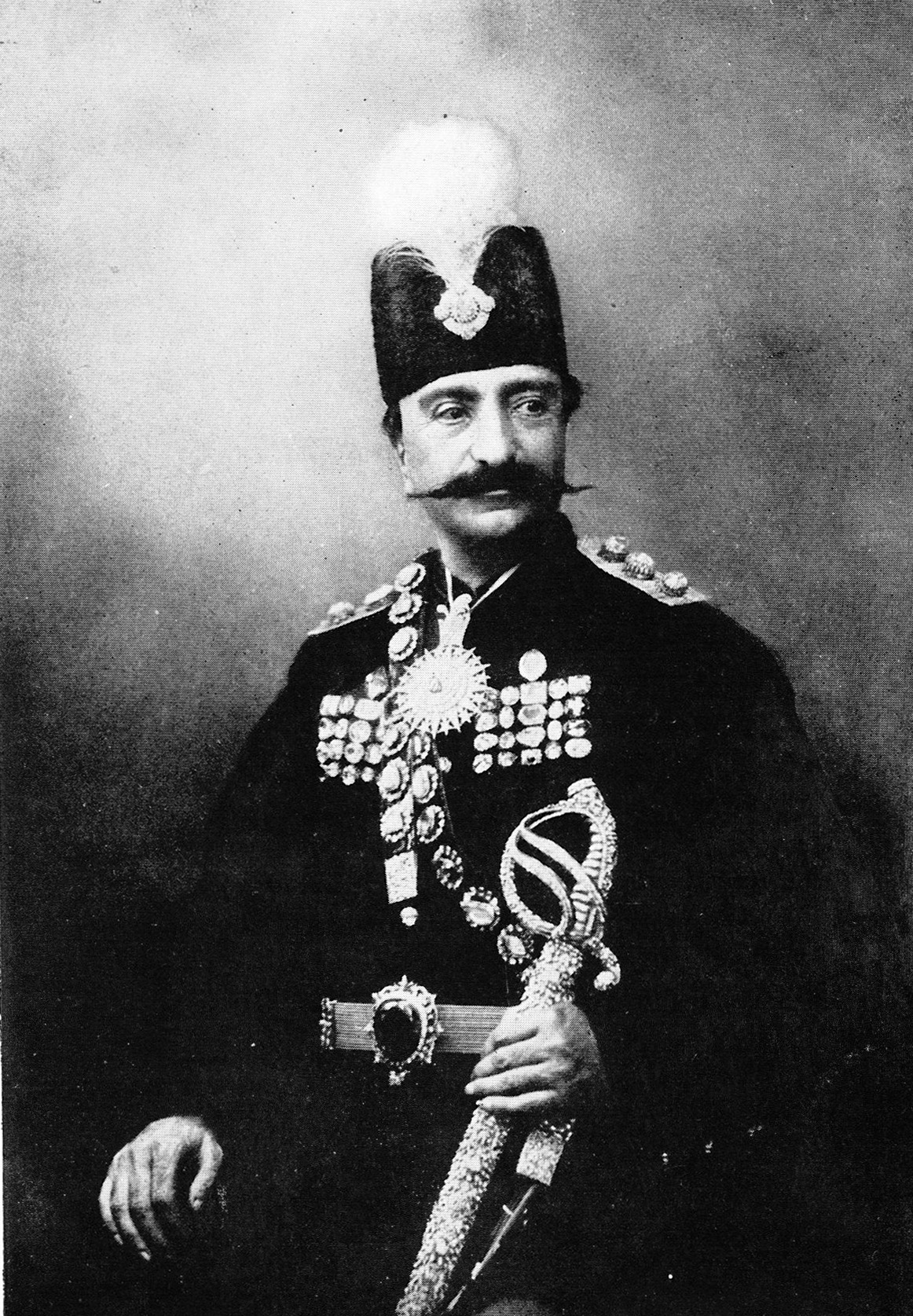
ناصرالدین‌شاه قاجار

اردوگاه ناصرالدین شاه قاجار در «سبزه میدان» بارفروش (بابل)

«عمارت همایونی» بارفروش (بابل) به هنگام حضور ناصرالدین‌شاه قاجار، سال ۱۲۴۵ خورشیدی.

در ۲۵ ذی‌الحجه ۱۲۸۲ ق. (۱۲۴۵ خورشیدی)، ناصرالدین‌شاه قاجار پادشاه وقت ایران از راه بابلسر به بابل آمد. وی در سفرنامهٔ خود دربارهٔ این سفر می‌نویسد:
«... از بلوک پازوار مرد و زن بسیاری به استقبال آمده بودند. عباس‌قلی‌خان با رعایای کله‌بست که خانهٔ او است، آمده در آن کنار جاده ایستاده؛ این کله‌بست از دهات معتبره آن سامان است… راندیم تا رسیدیم به ده امیرکلا که در دست شیخ‌الاسلام بارفروش است. عجب ده معتبر بزرگی است. به قدر نیم‌فرسنگ طول ده بود. خانه‌های سفالی خوب خوش‌اسلوب، مساجد و حمام‌های مرغوب داشت؛ تکیهٔ آجری خوش‌طرح عالی در آنجا دیدم خیلی ممتاز… از امیرکلا گذشته، به بندرکلا رسیدیم. پس از آن حمزه‌کلا ده میرزا اسمعیل برادر میرزا شکرالله بود؛ این ده نیز از دهات معتبره بود، خوب دهی بود. پس از حمزه‌کلا، ابتدای بارفروش است. خانه‌های سفالی خوش‌وضع، درخت‌های نارنج بسیار، کوچه‌ها خوب بود، ولی سنگ‌فرش نبود. خانلرخان پسر علی‌قلی‌خان برادر آقامحمدشاه مرحوم هم، پیاده در میان مستقبلین ایستاده، مردی بسیار پیرو بلندبالا، ریش درازی داشت؛ مورد نوازش و تفقدات شده، به رعایت پیری، فرمودیم سوار شود. قهار قلی‌خان پسرش حاکم بارفروش است، حاضر خدمت و پیاده جلو اسب می‌رفت. همه جا از کنار شهر راندیم تا رسیدیم به اردو؛ محل نزول اردو نزدیک بحر ارم بود، واقع در چمن، هوا بسیار گرم بود به‌طوری‌که سبب اذیت می‌شد… مرد و زن بارفروشی به زبان بارفروشی دعا و ثنا می‌نمودند. هوای چادر حرارت داشت و گفتند کنار بحر ارم هوایش خوب است. چون مسافت نزدیک بود پیاده رفتیم… این بحرارم دریاچه‌ای است دایره مانند، گرداگرد آن به قدر میدان اسب‌دوانی طهران؛ جزیره‌مانندی در میان دریاچه واقع است که مسافت اطرافش تقریباً هزار قدم، از کنار دریاچه تا به جزیره تخمینا حدود پنجاه قدم می‌شود. کارخانه قند سازی و سفیدکردن شکر هم در حوالی دریاچه بود. در نزدیکی این کارخانه، به عرض دریاچه، پلی تخته‌پوش ساخته‌اند؛ ولی جزیره در وسط دریاچه واقع است. پایه‌های زیر پل آجری است، تخته‌های پل کهنه و پوسیده‌است و باید عوض شود. آب دریاچه از بس علف بیهوده و نیلوفر روییده، هیچ پیدا نیست. باید دریاچه را پاک نمود و آن جزیره نیز یک جا لجن و چمن بود. آمد و شد صعوبتی داشت. ملک‌آرای مرحوم در وسط جزیره کلاه‌فرنگی خوش‌وضعی ساخته که حال یک‌سره خراب است؛ باید دوباره ساخته شود. عمارت اندرونی نیز در پایان جزیره باقی است، قدری خراب است؛ آن نیز مرمت و اصلاح می‌خواهد؛ در حیاط اندرونی دو درخت نارنج خیلی خوبی بود. حکم نمودم چادر سراپرده را آنجا زده. تجیر کشیدند کوه دماوند و بعضی کوه‌های دیگر در برابر پیدا بودند. اینجا نیز هوا گرم بود. اندکی باران آمد و هوا تخفیفی یافت… امروز حاصل کتان که مازندرانی‌ها وش می‌گویند دیده شده، بسیار سبز و خرم و باطراوت. راه گل‌های آبی‌رنگ خوش منظره دارد؛ خیلی باصفا است.».

#### نخستین عکاسی از بابل

عبدالله قاجار، نخستین کسی که در سال ۱۲۴۵ خورشیدی از شهر بابل عکس‌برداری کرد.

به هنگام سفر ناصرالدین‌شاه قاجار به بابل، عکاس ویژهٔ وی که از سال ۱۳۰۰ قمری در سفرها همراه شاه بود، از شهر بابل عکاسی کرد. این عکاس عبدالله قاجار، نوهٔ فتحعلی‌شاه قاجار بود که فن عکاسی را در اتریش آموخته بود و چند عکس از «بحر ارم» و «سبزه میدان» گرفت. عکس‌های وی کهن‌ترین عکس‌های گرفته شده از شهر بابل به‌شمار می‌آیند و به احتمال زیاد، وی نخستین کسی است که از این شهر عکاسی کرده‌است.

#### سفر مسعود میرزا ظل‌السلطان

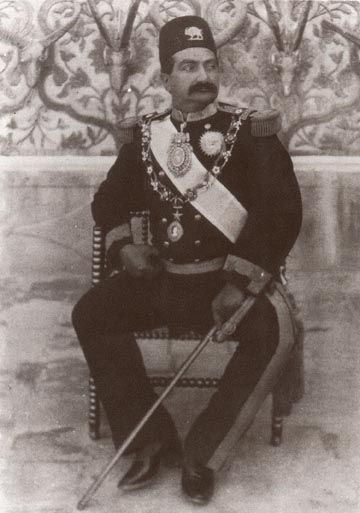
مسعود میرزا ظل‌السلطان، فرزند ارشد ناصرالدین‌شاه قاجار.

در ذیحجهٔ سال ۱۲۸۷ ق. (۱۲۴۹ خورشیدی)، مسعود میرزا ظل‌السلطان فرزند ارشد ناصرالدین‌شاه قاجار به حکومت مازندران منصوب شد. وی در «بلوک گردشی» به بارفروش آمد. او و وزیران‌اش در این سفر و در سفرهای دیگری که به «بارفروش» داشتند، در خانهٔ «قهار قلی‌خان» مشهور به «عمو اقلی» که عموی فتحعلی‌شاه قاجار بود، ساکن می‌شدند. مسعود میرزا دربارهٔ خاطرات خود در این شهر می‌نویسد:
«سفری به بارفروش که سفر اول باشد، کردیم. در خانهٔ قهار قلی‌خان، عمو اقلی منزل کردیم. عمو اقلی چهار ده در نزدیک بارفروش داشت به این اسامی: النگه، رودبار، دینه‌سر و شیرسوار. ما را در این چهار ده خود مهمان کرد. یک مرتبه ما را به جرگه برد. من در این جرگه سه گراز بزرگ و ۱۱ شغال و یک شوکای نر زدم: یک پلنگ بزرگ را سگ‌ها در حضور من گرفته، پاره‌پاره کردند، مجال ندادند که بزنم؛ و یک خرس بزرگ را هم احاطه کردند. نمی‌دانم چه شد که خرس از دست سگ‌ها فرار کرد؛ و دو ببر بسیار بزرگی تفنگچی‌ها در جنگل زده بودند و یکی از تفنگچی‌ها، خانلر نامی با تفنگ فتیله‌ای، یکی از ببرها را زده بود و می‌گفت ۱۷ ببر زده‌ام، جمعی هم تصدیق او را می‌کردند. در این توقف بارفروش، چندین مرتبه به شکار بحرارم رفتم. جمعیت شهری هم زن و مرد بسیار در سر پل در کارخانهٔ قنادی جمع می‌شدند. من و ساعدالدوله و سردار تنکابنی بیش از همه می‌زدیم. پنجاه شصت عدد من، پنجاه شصت عدد او زد. این ناوها و کرجی‌ها را در محل از ساق‌های درخت‌های کلفت جنگل، با وجودی که علم هندسه ندارند، در کمال خوبی و پاکیزگی و بی‌خطری درست می‌کنند. خیلی‌خیلی این ناوها تعریف دارند.».
مسعود میرزا ظل‌السلطان دربارهٔ شهر «بارفروش» می‌نویسد:
«شهر دوم مازندران، بارفروش است. این اسمی است با مسمی؛ بارهایی که از داخلهٔ ایران به خارج ایران می‌رود، از خط مازندران و ساری که خارج می‌شود، از حاجی طرخان و غیره، در اینجا رد و بدل و خرید و فروش می‌شود. در این شهر، از داغستانی و لزجی و اهل شیروان و اهل آذربایجان و عراقی و ارمنی و ترکمان و غیره و غیره، همه گروهی هستند. یک کمپانی روسی هم هست برای ترویج تجارت و ترتیب مردم. تازه ماجان کوخ در این شهر آمده بود. مکرر با میرزارضا حکیم‌باشی و معلم زبان فرانسه من به نزد من می‌آمدند. این میرزارضا زنی پاریسی داشت مارگریت نام و بسیار ضعیفهٔ کثیفی بود. من از او خیلی دوری می‌کردم و بدم می‌آمد…».

## مشروطیت
در جریان جنبش مشروطه ایران، در بابل فعالیت‌های گسترده‌ای در جهت این جنبش و همچنین در مخالفت با آن صورت گرفت. مهم‌ترین و فعال‌ترین مشروطه‌خواهان بابل را می‌توان ملا محمد جان علامه مجتهد و میر محمد علی معین‌التجار دانست که کارهای بسیاری در جهت پیروزی این جنبش انجام دادند. علامه مجتهد که از مهم‌ترین مشروطه‌خواهان مازندران بود، در لباس روحانیت در میان مردم سخنرانی و برای برپایی مشروطه آگاهی‌رسانی می‌کرد. میر محمد علی معین‌التجار هم که از بازرگانان روشن‌فکر و تاریخ‌دان بود و به زبان‌های ترکی و روسی آشنایی داشت، در راه مشروطه رنج‌های فراوان دید. از دیگران مشروطه‌خواهان نامدار بابل می‌توان از «میرزا آقاجان علاف»، «غلامعلی‌خان رشتی» و «حاج محمد مسکوب» نام برد.

### تشکیل انجمن ولایتی

ملا محمد جان علامه مجتهد؛ مهم‌ترین هوادار جنبش مشروطه در بابل و بنیان‌گذار انجمن ولایتی این شهر.

ملا محمد جان علامه مجتهد با وجود استبداد گسترده، انجمن ولایتی را با ۱۱۰ عضو، در مسجد کاظم‌بیگ بابل تشکیل داد. از نام همهٔ اعضای این انجمن اطلاعات کامل در دست نیست و تنها نام چند تن از آن‌ها مشخص است که از این قرارند: میرزا حیدرعلی شیرازی، ملا محمد جان علامه مجتهد، میر محمد علی معین‌التجار، حاج بابا عطار (جد خانوادهٔ باباپور عطار)، محمد مسکوب، صادق ضابط، سیدرضا خیاط، آقابابا چلک‌تراش، میرزا شیخ‌علی شیرازی، دبیر خاقان (شاهزاده معزی) و میرزاعلی شیرازی.
انجمن ولایتی مخبری داشت به نام آقاحسن بادکوبه‌ای (پدر اردشیر برزگر) که رویدادهای روز را یادداشت می‌کرد و مهم‌ترین آن‌ها را برای روزنامهٔ حبل‌المتین می‌فرستاد. همچنین میرزاعلی شیرازی سرپرست دسته‌ای از آزادی‌خواهان مسلح بود که ملا محمد جان آن‌ها را برای پدافند در برابر عوامل دولتی آماده کرده بود. البته برخی باور دارند که رهبری این آزادی‌خواهان مسلح بر عهدهٔ میر محمد علی معین‌التجار بود.
در سال ۱۳۲۵ ق. دولت مشروطه‌خواه طهران تلگراف‌هایی را به ساری و بارفروش فرستاد و دستور به تشکیل انجمن‌های ایالتی و ولایتی و گزینش نمایندگان داد. ملا محمد جان که از پیش انجمن ولایتی را در بارفروش تشکیل داده بود، بی‌درنگ بنا به دستور انجمن نظارت را تشکیل داد و سپس با برقراری مقررات، انتخابات را برگزار کرد که در نتیجهٔ آن، حسن مفتخرالممالک و حاجی‌ابراهیم ماهوت‌فروش (در عکس دسته‌جمعی نمایندگان، نام وی آقا محمد علی آمده) به عنوان نمایندگان بارفروش به طهران فرستاده شدند.

### فتح تهران
نوشتار اصلی: فتح تهران
سالار فاتح در کتاب خاطرات خود دربارهٔ مشروطه و فتح تهران، از اقامت در خانهٔ سعید حضور در علی‌آباد (قائم‌شهر کنونی) می‌نویسد. پس از دو روز اقامت، به هنگام عصر جوانی مشروطه‌خواه به نام «میرزا عبدالکریم‌خان» که منشی ادارهٔ «کسیس» در «بارفروش» بود، به دیدار وی آمد. وی چندین روزنامهٔ ترکی، روسی و فارسی که از شوروی آمده بود را برای سالار فاتح آورد و به وی گفت که در میان ارامنهٔ بارفروش شایعه‌ای پخش شده که بعد از به توپ‌بستن مجلس، دولتیان تهران دستورالعملی به میرهاشم و میرزا حسن و رحیم‌خان چلپیانلو دادند که در تبریز با دولتیان به اتفاق انجمن اسلامی به انجمن ولایتی و مشروطه‌خواهان حمله برند. میرزا عبدالکریم‌خان اطلاعات دیگری هم به سالار فاتح داد و وی را از قیام ستارخان و باقرخان آگاه کرد که این موضوع بسیار سالاتر فاتح را خشنود کرد.

## دوران پهلوی

### دوران رضاشاه
در دو یا سه سال آخر حکومت رضاشاه، افسری به نام «ستوان ناظمی» مسئول «سربازگیری» (نظام اجباری) در بابل شد. وی در زمان مسئولیت خود فساد گسترده‌ای انجام داد و اخاذی‌های بسیاری از مردم کرد. وی پس از اشغال بابل به دست نیروهای روس، از این شهر گریخت.

#### سفر دوم رضاشاه
رضاشاه در سال ۱۳۱۲ پس از اسب‌دوانی در ترکمن‌صحرا، به بابل آمد. در این سفر که در تاریخ ۲۶ آبان آغاز شد، سردار اسعد که در کابینهٔ محمدعلی فروغی، وزیر جنگ بود، همراه شاه بود. وی یک هفته پس از این سفر دستگیر و بازداشت شد.

### دوران محمدرضا شاه

#### حکومت نظامی خرداد ۱۳۳۲
در پی آشوب‌های اواخر بهار ۱۳۳۲، در روز ۳۱ خرداد ۱۳۳۲ نمایندهٔ محمد مصدق، نخست‌وزیر وقت به همراه هیئتی از تهران وارد بابل شدند. هم‌زمان با این سفر، در بابل حکومت نظامی اعلام شد. در ۲۴ آبان ۱۳۳۲ سخنگوی دولت محمد مصدق، از لغو حکومت نظامی در ۱۲ شهرستان ایران خبر داد که بابل جزو آن‌ها بود.

#### نوروزها در بابل
محمدرضا شاه پهلوی در مدت هفت سال زندگی مشترک با ثریا اسفندیاری، هر ساله ۱۳ روز تعطیلی نوروز را در کاخ بابل می‌گذراند؛ ولی در نوروز ۱۳۳۸ یعنی در نخستین نوروز پس از جدایی شاه و ثریا، شاه که به مانند هر سال راه مازندران و بابل را در پیش گرفته بود، در میانهٔ راه در گچسر به راننده دستور ایست داد و پس از استراحت کوتاهی در هتل، به تهران بازگشت. کاخ بابل از ساخته‌های اوژن آفتاندلیانس معمار مشهور ایرانی است.

#### زمین‌لرزهٔ سال ۱۳۳۶

یک حمام تخریب‌شده در زمین‌لرزه سنگچال در بندپی بابل. سال ۱۳۳۶.

کمک‌رسانی به زلزله‌زدگان در بندپی بابل.

نوشتار اصلی: زمین‌لرزه سنگچال (۱۳۳۶)
در ساعت ۴ بامداد ۱۱ تیر ۱۳۳۶، زمین‌لرزهٔ شدیدی روی داد که مرکز آن لاریجان و بندپی بابل بود. این زمین‌لرزه سراسر مازندران را به لرزه درآورد. در بابل، بازاریان و کارمندان تا چند روز کار خود را رها کرده، به صحرا رفتند و چادر زدند. روزنامهٔ «اعتراف» چاپ بابل در شمارهٔ نهم خود در روز ۲۶ تیر ۱۳۳۶ از این زمین‌لرزه در بابل و پیرامون آن خبر داد که افزون بر خسارات و خرابی‌ها، تلفات جانی هم داشته‌است. بنا بر این گزارش، تلفات این زمین‌لرزه در روستای سنگ‌چال بندپی و توابع آن ۱۳۳ کشته و ۲۶۰ زخمی بوده‌است.
در پی این زمین‌لرزه، کمک‌های مردمی و دولتی بسیاری به بخش بندپی بابل فرستاده شد. «محمدصادق شفیع‌زاده» بازرگان نیکوکار بابلی که با تجارت‌خانهٔ شوروی در ارتباط بود، با توجه به الگویی که در این کشور سوسیالیستی بود، برای نخستین بار در ایران اقدام به چاپ «کالابرگ» کوپن کرد تا کمک‌ها به‌طور صحیح و عادلانه میان زلزله‌زدگان توزیع شود.

## جنگ جهانی دوم
به هنگام اشغال ایران در جنگ جهانی دوم به دست نیروهای متفقین، هواپیماهای جنگی اتحاد جماهیر سوسیالیستی شوروی شهرهای بابل و بابلسر را بمباران کردند. در بابلسر بخشی از اسکله و پل کوچک آسیب دید. ستون نیروی زمینی شوروی در روزهای هفتم و هشتم اشغال به بابل رسید. به محض ورود ستون نیروی زمینی شوروی، فرماندهٔ ستون دستور بستن دکان‌ها را داد. از این رو که همهٔ نیروهای شهربانی و ژاندارمری ادارهٔ خود را ترک کرده و پنهان شده بودند، نیروهای روس امنیت بابل را برعهده گرفتند و پس از چند روز تعطیلی، دکان‌ها دوباره باز شدند.
نیروهای شوروی ساختمان‌ها و املاک رضاشاه و بناهای دولتی چهارراه بیمارستان «یحیا نژاد» (به نام پیشین: بیمارستان شاهپور) که هم‌اکنون چهارراه «فرهنگ» خوانده می‌شود را به مرکز فرماندهی و اداری خود تبدیل کردند. بر روی دیوار مرکز فرماندهی روس‌ها، شعارهایی بر ضد آلمان نازی نوشته شد. تمرین‌های نظامی روس‌ها در میدان مشرف به خیابان ورودی کاخ سلطنتی بابل (هم‌اکنون میدان کارگر) برگزار می‌شد. در هنگام اشغال متفقین، مردمی که از بابل و دیگر نقاط مازندران قصد سفر به تهران را داشتند، در منطقهٔ جاجرود با ایست بازرسی نیروهای روس مواجه می‌شدند که گاه با دادن یک بطری ودکا یا یک بسته سیگار، اجازهٔ گذر می‌یافتند.
در دوران اشغال، با این که خود مردم بابل دچار تنگ‌دستی و کمبود مواد خوراکی بودند، نیروهای روس آذوقه و محصولات کشاورزی و همچنین گاو و گوسفند مردم را می‌گرفتند و به شوروی می‌فرستادند.

### قیام ۱۳۲۰
در نخستین سال اشغال شوروی، «ستوان ناظمی» که در دو یا سه سال واپسین حکومت رضاشاه مسئول «سربازگیری» (نظام اجباری) در بابل بود و به هنگام هجوم روس‌ها گریخته بود، به شهر بازگشت و دوباره به سربازگیری مشغول شد. اما مردم بابل بر وی تاختند و خودروی وی را آتش زدند. مردم با تظاهرات عمومی حوزهٔ سربازگیری را اشغال کرده و پس از تخریب، به آتش کشیدند. در پی این رخداد، ستوان ناظمی از شهر گریخت.
پس از گریختن ناظمی، مردم به سازمان ثبت احوال بابل هجوم بردند و همهٔ اسناد و بایگانی شناسنامه‌ها، که مبنای تشخیص سن افراد برای سربازگیری بود را به آتش کشیدند. پس از حمله به ادارهٔ ثبت احوال، مردم به چندین ادارهٔ دیگر هجوم بردند و به همین ترتیب شهر چند روز در شورش و آشوب بود. در نهایت فرماندهٔ ستون نیروی زمینی شوروی با اعزام سربازان روسی به شهر، آرامش را به شهر برگرداند.
در پی این رویداد، تا چند سال در شهر بابل سربازگیری انجام نشد.

## انقلاب ۱۳۵۷

### تظاهرات
در روزهای آغازین اردیبهشت ۱۳۴۰، آموزگاران بابل دست به اعتصاب زدند. آموزگاران بابل به همراه آموزگاران چندین شهر دیگر، با امضای طوماری از «طرح باشگاه مهرگان» پشتیبانی کردند.
در روزهای آشوب پیش از انقلاب ۱۳۵۷ ایران، همانند بیشتر شهرهای ایران، در بابل هم هر روزه تظاهرات و راهپیمایی برگزار می‌شد. در هشتم و نهم فروردین ۱۳۵۷، مردم بابل با نزدیک شدن به مراسم چهلم کشته‌شدگان تظاهرات تبریز، مردم بابل دست به تظاهرات زدند.
نسخهٔ آمریکای تایم در گزارشی از حوادث پس از رویداد آتش‌سوزی سینما رکس آبادان، خبر از یورش برخی از شورشیان به یک سیرک ایتالیایی در بابل می‌دهد. این افراد که می‌خواستند از بازگشایی این سیرک در بابل جلوگیری کنند، با تهدید صاحب سیرک مبنی بر رهاسازی شیرها، عقب‌نشینی کردند.

### بازگشت خمینی
پس از بازگشت سید روح‌الله خمینی به ایران در ۱۲ بهمن ۱۳۵۷، مردم بابل در خیابان‌ها جشن برپا کردند. همچنین نمایشگاه عکس رویدادهای انقلاب در بابل برگزار شد.

### تصرف اموال شاهنشاهی
در روز ۳۰ بهمن ۱۳۵۷، نیروهای پاسدار انقلاب، املاک و کاخ شاهنشاهی در بابل را تصرف کردند. کاخ شاه در سال ۱۳۶۱تبدیل به دانشگاه علوم پزشکی بابل شد.

## جمهوری اسلامی

### یورش به نمایندهٔ بابل در مجلس
در دوره دوم مجلس شورای اسلامی به هنگام گزینش نخست‌وزیر در سال ۱۳۶۴، «ولی‌الله زمانی» نمایندهٔ بابل در پشتیبانی از نخست‌وزیری محمدرضا مهدوی کنی و مخالفت با میرحسین موسوی به سخنرانی پرداخت. ولی در هنگام سخنرانی، هادی غفاری و اکبر حمیدزاده که هر دو نمایندهٔ مجلس بودند، به سوی وی یورش بردند و او را مورد ضرب و شتم قرار دادند. این کتک‌کاری در حدی بود که از دهن ولی‌الله زمانی خون بیرون ریخت.

### واقعهٔ آمل
در جریان واقعه آمل در سال ۱۳۶۰، شماری از کمونیست‌های بابل به یاری اتحادیه کمونیست‌های ایران شتافتند.

### انصار حزب‌الله
در بابل به دلیل بافت سنتی و مذهبی بسیاری از مردم، گروه‌های مذهبی فعالیت گسترده‌ای دارند. بنا بر گفتهٔ بسیاری از سران گروه انصار حزب‌الله، بابل یکی از مهم‌ترین و پرفعالیت‌ترین شهرهای این گروه است.
ابن اسفندیار در تاریخ طبرستان. دربارهٔ بنای مامطیر و نام آن می‌گوید که چون امام حسن بن علی، در زمان خلافت عمر به مامطیر رسید و مکانی دلگشا با آبگیرها و مرغان و شکوفه‌ها بدید گفت: «بقعة طیّبة ماء وطیر». به گفته ابن اسفندیار از آن تاریخ «مختصر عمارتی پدید آمد تا به عهد محمّد بن خالد که والی ولایت بود بازار فرو نهاد و بیشتر عمارت فرمود؛ در سنة ستّین و مائه مازیاربن قارن مسجد جامع بنیاد نهاد و شهر گردانید». این قسمت مغشوش است و مطالب آن نادرست می‌نماید. نام مامطیر که به «ماءوطیر» نسبت داده شده‌است نامی قدیمی است و عربی نیست. بعضی از متأخران هم که آن را «مامیثرا» دانسته‌اند تنها از روی گمان و مشابهت لفظی بوده‌است. آنچه با احتمالی قوی می‌توان گفت این است که این نام پیش از آمدن اسلام بدان محل گفته می‌شده‌است و حتی پیشتر از اسلام در آن محل جمعیت و آبادی هم وجود داشته‌است، زیرا محلی مستعد شهرنشینی و سکونت انسان بوده‌است و این‌که در تاریخ طبرستان آمده‌است که «محمد بن خالد بازار فرو نهاد و بیشتر عمارت فرمود» نیز درست نمی‌نماید، زیرا کتب تاریخ از والیان نخستین طبرستان کسی را به نام محمدبن خالد ذکر نکرده‌اند. اگر کلمه «ستین و مائة» راجع به محمدبن خالد باشد باید گفت که در ۱۶۰ کسی به این نام در آنجا حاکم نبوده‌است و اگر راجع به مطلب بعدی باشد که «مازیاربن قارن مسجد جامع فرو نهاد و شهر گردانید» نیز درست نیست، زیرا مازیار بن قارن در آن هنگام یا هنوز زاده نشده یا کودکی خردسال بوده‌است. احتمال می‌رود که این جمله ترجمه‌ای از عبارت ابن فقیه هَمَدانی باشد در کتاب البلدان که در «مختصر» آن. آمده‌است: «وَبَنی ' خالد بطبرستان المنصورة و اتّخَذَ بها سوقا» (خالد در طبرستان منصوره را ساخت و در آن بازاری بنا کرد)، یعنی خالد که همان خالدبن برمک معروف باشد، در تاریخ طبرستان به صورت محمدبن خالد آمده‌است و «منصوره» در کتاب ابن الفقیه تحریف «ممطیر» است، زیرا در فهرست بیست و هفت شهر مازندران «درون دربند تمیشة» که ابن اسفندیار ذکر کرده‌است شهری به نام منصوره نمی‌بینیم. به گفتة ابن فقیه. خالدبن برمک از جانب منصور به طبرستان رفته بود تا با اصبهبذ بجنگد. احتمالی هم هست که خالد که در زمان منصور به طبرستان رفته بود و در مامطیر بازار و ساختمان کرده و آنجا را به نام منصور «منصوره» خوانده، ولی مردم طبرستان این نام را نپذیرفته و آن‌جا را همچنان «مامطیر» خوانده باشند. مطلب دیگر که می‌گوید «مازیار بن قارن مسجد جامع بنیاد نهاد و شهر گردانید» نیز درست نیست، زیرا با احوالی که از مازیار می‌شناسیم، او اهل بنای مسجد جامع نبود و حتی به گفتة ابن اسفندیار. مسجدها را خراب کرد.
به هر حال مؤلف تاریخ طبرستان مامطیر را از جمله شهرهایی می‌داند که در هامون، یعنی قسمت دشت مازندران، «جامع و مُصلّی و بازارها و قضات و علماء و منابر» داشت. به گفته او خراج مامطیر و تریجه در زمان طاهریان ۰۰۰، ۳۷۰ درم بود و این می‌رساند که این دو شهر از آمل خیلی کوچکتر بوده‌اند. ابن فقیه. شهر مامطیر را دارای مسجد و منبر می‌داند و می‌گوید که میان آن و آمل روستاهای آباد زیاد است. به گفتة او فاصلهٔ میان مامطیر و آمل شش فرسخ یا یک مرحله و میان مامطیر و ساریه (ساری) نیز تقریباً همین اندازه بوده‌است. مؤلف حدودالعالم در قرن چهارم هجری مامطیر را «شهرک» می‌خواند با آب‌های روان و می‌گوید: «از وی حصیری خیزد سطبر و سخت نیکو که در تابستان به کار دارند». سمعانی نیز در الانساب (ذیل «مامطیری») آن را «بُلیْد» (شهرک) می‌خواند و می‌گوید که جماعتی از علما از آن برخاسته‌اند. ابن اسفندیار در تاریخ طبرستان گاهی به مناسبت حوادث تاریخی از مامطیر ذکر می‌کند. خود او در این شهر گورِ ابن مهدی مامطیری را که از امامان بزرگ طبرستان و مفاخر آن سامان بوده دیده‌است». از مشاهیر مامطیر در اوایل قرن هفتم ابو رضا حسین بن محمدبن ابی الرّضا علوی مامطیری بود که در چهارم شوال ۶۰۶ نصیرالدوله شمس‌الملوک باوندی را «بغَدْر شهید کرد».
دقیقاً معلوم نیست که در استیلای مغول بر مامطیر چه گذشته‌است. ظهیرالدین مرعشی. می‌گوید که لشکر مغول در استرآباد و مازندران قتل به افراط کردند، چنان‌که تودهٔ خاک در آمل و ساری و کجور که از خراب‌کاری آن‌ها پیدا شده بود هنوز (در زمان او) بر جای بوده‌است. اگر حال شهرهای بزرگ چنین بوده، حال شهرک‌ها معلوم است و شاید از این رو نام مامطیر برافتاده و در قرن هشتم در زمان حکومت مرعشیان نام بارفروش ده برآن نهاده شده باشد. دربارهٔ این تحول می‌توان حدس زد که شهرک مامطیر، مانند شهرک‌های دیگر مجاور آن از قبیل رودبست و ارم و تریجه و غیر آن، در حملهٔ مغول به کلی ویران شده بود. پس از مدتی چون محل آن استعداد آبادی و استقرار جمعیت را داشته‌است، مردم به تدریج در آن جمع شده‌اند و این از افسانه‌ای که دومورگان از قول مردم این شهر دربارهٔ آستانهٔ کلاج مشهد یا کلاج مسجد ذکر کرده‌است به خوبی معلوم می‌شود. به موجب این افسانه، در آن محل هفته بازاری تشکیل می‌شده‌است و این وجه نامگذاری بعدی آن را به بارفروش ده روشن می‌سازد. چنان‌که گفتیم، محل شهر در نیمه راه میان ساری و آمل بوده و از سوی دیگر به دریا نزدیک بوده و در حقیقت میان دو قسمت شرقی و غربی مازندران قرار داشته‌است. از این روی بعید نیست که مرکزی برای عرضهٔ کالاهای بلاد مختلف طبرستان بوده‌است. احتمال می‌رود، چنان‌که بعدها از شواهد تاریخی به‌طور مسلم می‌دانیم، که در آن زمان نیز کشتیهای بازرگانی میان ممالک شمال دریای خزر و مازندران به بندر مشهدسر می‌آمده‌اند. در قرن هشتم و اوایل قرن نهم ممالک شمال دریای خزر در دست دولتی مغولی ترکی افتاده بود که در اروپا به اردوی زرین (آلتون اردو) معروف است. حکومت این قلمرو پهناور با مسلمانان بود و قسمتی از بازرگانی میان اروپای شرقی و روسیه و ایران از این طریق صورت می‌گرفت. رقابت شدید میان اردوی زرین و ایلخانان مغول و تیموریان سبب شده بود که قسمتی از این تجارت نه از راه آذربایجان بلکه از راه دریای خزر صورت گیرد.
چندی نگذشت که بارفروش‌ده از لحاظ نظامی و سیاسی نیز مهم شد. در سال (۷۵۰ ه‍.ق) کیاییان جلالی _ با کشتن فخرالدوله حسن در ۷۵۰ ه‍.ق سلسله باوندیان سوم پایان یافت. کیا فخرالدین در ساری حاکم شد و از این پس این دودمان با عنوان جلالیان بر مازندران مستولی شدند ـ مامطیر را نیز متصرف شدند و مدت ۱۳ سال (تا ۷۶۳ در آنجا حکومت کردند. در سال ۷۶۳ سادات مرعشی سرپرستی میربزرگ در آمل قیام کردند و آنجا را متصرف شده و خود را آماده حمله و تصرف مامطیر و ساری می‌نمودند، کیائیان جلالی بالاخره شکست خوردند و مامطیر را از دست دادند. به گفتهٔ مرعشی، جنگ کیائیان جلالی با سادات مرعشی نزدیک بارفروش ده در کنار باوُل رود اتفاق افتاد و سید قوام‌الدین مرعشی پس از شکست دادن کیائیان جلالی با فرزندان خود در بارفروش ده «نزول اجلال فرمود». باز پسران قوام‌الدین در کنار بارفروش ده کیائیان جلالی را شکست دادند و کیا فخرالدین جلال را با چهار فرزندش کشتند». جلال ازرق که از بنی اعمام کیائیان بود از جانب دیوان «دهدار» بود و در بارفروش اقامت داشت». به گفتهٔ ظهیرالدین در بارفروش‌ده پشته‌ای بود به نام «ازرق دون» (تپه ازرق) که محل عمارت و خانه او بوده‌است. آبادی‌های امروز جلال ازرک (ازرق) در شهرستان بابل به نام اوست. سید قوام الدین مرعشی در بارفروش ده اقامت داشت و چون در محرم ۷۸۱ در همان‌جا درگذشت نعش او را از آنجا به آمل بردند و در آن شهر دفن کردند. پس از فتح مازندران به دست تیمور در ۷حکومت سادات مرعشی بر مازندران مدتی قطع شد؛ ولی سادات مرعشی پس از مرگ تیمور دوباره سر برآوردند و بارفروش‌ده در تقسیم میان سادات مرعشی نصیب سید غیاث الدین مرعشی شد. در تاریخ احوال سادات مرعشی در تاریخ طبرستان و رویان و در تاریخ خاندان مرعشی ذکر بارفروش ده مکرر به میان آمده‌است.
جوزفا باربارو دربارهٔ اوضاع مازندران و بارفروش‌ده در زمان تیموریان می‌آورد: مردم مازندران جنگجوترین مردم ایران به‌شمار می‌رفتند و تا مدتی نسبتاً مدید در برابر نیروی تیمور پایداری کردند شهرهای عمده آن عبارتست از ساری مرکز مازندران، بارفروش ـ بابل امروزی- که بیش از یکصد هزار تن جمعیت دارد و بارفروشده به عنون یک مرکز تجاری در زمان حکومت شاه عباس اول صفوی که مادرش از مرعشیان تبرستان بود، توسعه یافت.
در زمان صفویه نیز، چنان‌که گفتیم، نام این شهر بارفروش‌ده بوده‌است. بارفروش‌ده «بنه‌دار» داشته‌است که گویا به معنای رئیس بازرگانان و انبارها بوده‌است. ملا شیخعلی گیلانی در تاریخ مازندران می‌گوید که آقا شریف بنه‌دار بارفروش‌ده و توابع آن را در دست داشته و برادر او آقا بوداق نیز بنه‌دار بارفروش‌ده بوده‌است. از این گفته اهمیت بازرگانی این شهر در آن زمان (آغاز قرن یازدهم هجری) برمی‌آید. ملا شیخ علی از «تمغاءِ فُرْضَة مشهدسر». نیز سخن به میان می‌آورد، که می‌رساند مشهدسر (بابلسر امروز) فُرضه یا بندرگاه تجاری بوده و از کالاهایی که با کشتی به آن‌جا می‌رسیده تمغا یا مالیات می‌گرفته و این مالیات را به اجاره می‌داده‌اند. شاه عباس اول (حک. ۹۹۶–۱۰۳۸) در حدود ۱۰۲۱ به گیلان و مازندران سفر کرد و از هوا و صفای مازندران خوشش آمد و در محلی به نام طاهان از ساحل دریای مازندران نزدیک ساری بنای شهری را طرح افکند و در آن‌جا «عمارات عالیه و دولتخانه» ساخت و نام آن را فرح‌آباد گذاشت و همچنین در شهرهای آمل و ساری و بارفروش ده «عمارات دلکش و باغات دلگشا» طرح فرمود. شاه عباس دوم (حک. ۱۰۵۲–۱۰۷۷) در ۱۰۶۴و ۱۰۷۳ به مازندران رفت و از بارفروش‌ده دیدن کرد.
رابرت استودارت که به همراهی سر دادمور کاتن فرستادهٔ دربار انگلیس به ایران سفر کرده و در شوال ۱۰۳۷/ ژوئن ۱۶۲۸ در مازندران به حضور شاه عباس اول رسیده‌است، در یادداشت‌های خود «شهر بارفروش» را «زیبا» وصف می‌کند و می‌گوید که قبر امامزاده اسماعیل پسر امام موسی کاظم در آن‌جاست. استودارت از یکی از کاخ‌های شاه به نام عمارت اسحاق خان، در جوار شهر، نام می‌برد («اسحاق خان» درست نیست و Dissaca-chal را مترجم چنین خوانده‌است که به احتمال قوی «دزدک‌چال» است) و می‌گوید که در اطراف عمارت شاهی استخر گرد زیبایی است که بسیار بزرگ است و شاه از درون عمارت مناظر آب‌بازی را در آن‌جا تماشا می‌کند. او در این شهر مقادیر زیادی ابریشم و کرم ابریشم دیده‌است. احتمالاً استودارت امامزاده قاسم را با امامزاده اسماعیل اشتباه کرده‌است، زیرا امروز در شهر بابل امامزاده‌ای را به نام امامزاده اسماعیل نمی‌شناسند. استخری که استودارت به آن اشاره می‌کند ولی در عباس نامه به عنوان دریاچه از آن یاد کرده‌است در تاریخ خاندان مرعشی مازندران، «اصطلخ» نوشته شده‌است. و داستانی دربارهٔ بنای «بند اصطلخ» که از زمان شاه اسماعیل است در آن کتاب. مسطور است.
جوزفا باربارو دربارهٔ اوضاع مازندران و بارفروش‌ده در زمان تیموریان می‌آورد: مردم مازندران جنگجوترین مردم ایران به‌شمار می‌رفتند و تا مدتی نسبتاً مدید در برابر نیروی تیمور پایداری کردند شهرهای عمده آن عبارتست از ساری مرکز مازندران، بارفروش ـ بابل امروزی _که بیش از یکصد هزار تن جمعیت دارد و بارفروشده به عنون یک مرکز تجاری در زمان حکومت شاه عباس اول صفوی که مادرش از مرعشیان تبرستان بود، توسعه یافت.
در زمان زندیه و هنگام نقل فعالیت‌های آقا محمد حسن خان آغامحمدخان قاجار ذکر بارفروش بسیار به میان می‌آید و جالب توجه آنکه کلمهٔ ده از آخر آن برداشته شده‌است. گ. ملگونف، سیاح معروف که در سال‌های ۱۸۵۸ و ۱۸۶۰ میلادی از سواحل دریای خزر دیدن می‌کند می‌آورد: بابل پیش از انقلاب ۱۹۱۷ م. روسیه، یکی از مراکز بازرگانی مهم شمال کشور و محل واردات امتعهٔ خارجی و همچنین مرکز خرید محصولات طبیعی و مصنوعی قرای و قصبه‌های عمدهٔ مازندران محسوب می‌گردید و به همین لحاظ بارفروش نامیده شده بود. بعضی محققان را اعتقاد بر آنست که: از سدهٔ هشتم ه‍.ق یعنی از حکومت میرقوام‌الدین مرعشی، بارفروش دیه و از سدهٔ سیزدهم یعنی از زمان پادشاهی فتحعلی شاه قاجار بارفروش خوانده شده‌است.
مرگ کریمخان زند در سال ۱۱۹۳ ه‍.ق فرصتی پیش آورد تا آقامحمدخان پسر بزرگ محمدحسن خان که شانزده سال به عنوان گروگان نزد وی به سر می‌برد بتواند فرار کند آقا محمدخان در ۲۸ ذیقعده ۱۲۹۴ در بارفروش به انتظام امور پرداخت. اما رضا قلیخان قاجار به همدستی لاریجانیها در ذیحجه ۱۱۹۵ ه‍.ق به بارفروش آمده و مقر آغامحمدخان قاجار را محاصره کردند؛ و آغامحمدخان را به اسارت درآوردند؛ ولی دوستداران آغامحمدخان در بندپی به بهانه مراقبت سخت‌تر از او، وی را به بندپی بردند.
مسعود میرزا ظل‌السلطان، که روزگاری والی مازندران بود در سال ۱۲۷۸ ه‍.ق دربارهٔ بارفروش می‌آورد: شهر دوم مازندران بارفروش است. این اسمی است با مسمی در اینجا رد و بدل و خرید و فروش می‌شود. در این شهر، از داغستانی و لزجی و اهل آذربایجان و عراقی و ارمنی و ترکمان و غیره و غیره، همه گروهی هستند، یک کمپانی روس هم هست برای ترویج تجارت و تربیت مردم تازه.
دارسی تاد یکی از افسران انگلیسی که به همراهی سرگور اوزلی در ۱۲۲۶/۱۸۱۱به ایران آمده بود، به مازندران نیز سفرکرده‌است و از پلی که محمدحسن قاجار در حدود یک میلی بارفروش روی رود بابل احداث کرده بود یاد می‌کند. تاد از میزان تجارت و خوبی بازار بارفروش و مشهدسر که در آن عهد محل ورود تمامی کالاهای روس برای ایالت مازندران بوده‌است سخن می‌گوید (همان‌جا). جیمز بیلی فریزر، سیاح انگلیسی دو سفرنامه دربارهٔ ایران منتشر ساخته‌است ـ یکی در ۱۲۴۱/۱۸۲۵ و دیگری در ۱۲۵۴/۱۸۳۸ و در هر دو سفرنامه از بلاد جنوبی دریای خزر، از جمله از شهر بارفروش، سخن رانده‌است. فریزر بار اول حدود ۱۲۳۹/۱۸۲۳ به بارفروش رفته‌است و چنان‌که در سفرنامه دوم خود معروف به سفر زمستانی. می‌گوید: بارفروش در ۱۲۳۸/۱۸۲۲ به اوج شکوه و عظمت خود رسیده بود و تجارت روح این شهر بوده‌است، زیرا بسیاری از کشتی‌های روس در مشهدسر، بندر بارفروش، لنگر می‌انداختند و تجارت مازندران با روسیه از آن راه بود. اما در سفر دوم که در زمستان ۱۲۴۸/۱۸۳۳ به بارفروش کرده آن شهر را به گونهٔ دیگری دیده‌است، زیرا بارفروش علاوه بر صدمهٔ سختی که از وبا و طاعون خورده بود از تغییر راه تجاری روس و ایران نیز لطمهٔ زیادی دیده بود. بارفروش پیش از آن شهری بازرگانی و حاکم آن نیز بازرگان بود، اما در این ایام «مردم بارفروش ناچار شده‌اند که بلای تازه‌ای را تحمل کنند و آن بلای شاهزادگان و حاکمان منسوب به خاندان سلطنتی» است. علاوه بر وبا شهر در ۱۲۴۷ به بلایی دیگر نیز دچار شد: چاه‌های شهر، ظاهراً به علت آب شدن ناگهانی برف (که در آن سال زیاد باریده بود) طغیان کرد و دیوار خانه‌ها که از خشت خام بود شروع به ریختن کرد و کم مانده بود که همهٔ شهر بدل به توده‌ای از خاک شود؛ سرانجام چاره‌ای اندیشیدند و شیاری به رود بابل بازکردند و آب‌ها را به رودخانه هدایت کردند و شهر را از خطر انهدام نجات دادند. به گفتهٔ فریزر با این کار آب دریاچهٔ شهر پایین رفته و تقریباً به گودالی خالی مبدل شده بود.
ویلیام ریچارد هولمز حدود ۱۲۶۰/۱۸۴۴ سفری به ایران کرده و کتابی به عنوان «کلیّاتی درباره کرانه‌های دریای خزر» منتشر ساخته‌است. هولمز در این کتاب از دریاچهٔ بارفروش و عمارت وسط آن و جادهٔ سنگفرش شاه عباسی در مازندران سخن می‌راند، و گفتة فریزر که به جای حکّام عادی شاهزادگان به حکومت ولایات منصوب می‌شوند از گفتة هولمز نیز تأیید می‌شود، زیرا می‌گوید که عمارت شاهی در میان دریاچهٔ بابل قرارگاه حاکم بارفروش، یعنی اردشیر میرزا برادر ناتنی محمدشاه بوده‌است.
از وقایع مهم بارفروش در اوایل سلطنت ناصرالدین شاه (حک. ۱۲۶۴–۱۳۱۳) واقعهٔ قلعهٔ طبرسی (منسوب به ابومنصور احمدعلی بن ابی طالب طبرسی از علمای شیعی قرن ششم و مؤلف کتاب الاحتجاج) است. قلعه طبرسی بر سر راه بارفروش به علی‌آباد (قائم‌شهر امروز) قرار دارد و به قول منوچهر ستوده (ج ۴، ص ۳۶۶) در نزدیکی قریة قراخیل از دهکده‌های بالاتجنِ علی‌آباد واقع است. در ۱۲۶۴ ملاحسین بشرویه‌ای از یاران سیّدعلی محمد باب * با عده‌ای در حدود دویست نفر از پیروان خود وارد بارفروش گردید و در سبزه میدان در کاروانسرایی منزل کرد. از مشاهیر شهر، حاج ملامحمد علی بارفروشی که در عرف بابیّه به «قدّوس» مشهور است، با اتباع خود به او پیوست و چون به جهت مخالفت علمای شیعه نتوانستند در شهر بمانند به قبر شیخ طبرسی رفتند و در آن‌جا قلعه مستحکمی بنا کردند و چندماهی با قشون دولت جنگیدند. ملاحسین بشرویه‌ای در جنگ هدف گلوله واقع شد و به قتل رسید. حاج ملا محمد علی بارفروشی گرفتار شد و در بارفروش به فتوای سعیدالعلمای مازندرانی کشته شد. قبر شیخ طبرسی امروز بر جای است، اما از قلعهٔ طبرسی اثر نیست.
از وقایع قرن سیزدهم در بارفروش و مازندران زلزله‌ها و طاعون‌ها و وباهای سختی است که سیاحان فرنگی به آن‌ها اشاره کرده‌اند. چنان‌که سروان نی پیر که در ۱۲۹۱/۱۸۷۴ مازندران را دیده‌است مدعی است که در این تاریخ یعنی چهل و دو سال پس از بروز طاعون موحش ۱۲۴۶–۱۲۴۷ هنوز جمعیت بارفروش به صورت اولش بازنگشته بود. او می‌گوید که بارفروش «صاحب دوازده هزارخانه و بین پنجاه تا شصت هزار جمعیت بوده‌است و جمع عواید دولت از طریق تجارت سر به پنجاه هزار تومان می‌زد». به گفتهٔ نی پیر بخشی از این افزایش داد و ستد معلول امنیت نسبی و بخشی دیگر معلول بهبود راه‌ها بوده‌است.
ناصرالدین شاه دو بار به مازندران و از جمله به بارفروش سفرکرده و هر دو بار شرح سفر خود را ظاهراً به قلم خودش نوشته‌است. بار اول در ۲۶ ذوالحجة ۱۲۸۲ از راه مشهدسر به بارفروش رسیده‌است (اعتمادالسلطنه، ج ۱، ذیل «بارفروش»). ناصرالدین از ده حمزه‌کلا به بارفروش می‌رسد و می‌گوید که خانه‌های آن سفالی (یعنی سفال پوش) و خوش وضع بود؛ درخت نارنج بسیار داشت و کوچه‌های آن خوب بود ولی سنگفرش نبود. جمعیت زیادی از مسلمان و یهودی و ارمنی و تجار ایرانی و باکویی و روسی به استقبال شاه آمده بودند. این امر می‌رساند که بارفروش در آن هنگام از مراکز بازرگانی شمال ایران بوده‌است و بازرگانان روس و باکویی برای تجارت در آن‌جا مقیم بوده‌اند. ناصرالدین شاه از «بحر ارم» سخن می‌گوید و از کارخانهٔ قند سازی و سفید کردن شکر که در حوالی دریاچه بود ذکری می‌کند. چون شکر مازندران به شکر سرخ معروف بوده‌است، ظاهراً به همین دلیل شکر را سفید می‌کردند. شکر سپید هم از قرن ششم در مازندران به دست می‌آمد: در زمان تاج‌الملوک مرداویج بن علی از آل باوند، به فرمان او در طبرستان نیشکر کاشتند و به «عملگاه» (ظاهراً کارخانه) آمل هر سال «بیست و پنج هزار من به بزرگ (یعنی من بزرگ) قند و نبات و شکر سپید حاصل بودی.» و این کارگاه گویا از خوزستان آمده بود: «و از خوزستان محمد خوزی و علی خوزی گفتند که کارگاه‌ها و شکر خانه‌ها به حکم ایشان بودی، شکر سپید سه من کوچک به عهد او به دانگی و نیم زرسرخ بود» (همان‌جا). سیاحان دیگر هم از کارخانهٔ شکر سفیدکنی بارفروش سخن گفته‌اند. ناصرالدین شاه از مدرسهٔ میرزا شفیع صدراعظم فتحعلی شاه یاد می‌کند و می‌گوید: «مدرسه‌ای به نظرم آمد بسیار عالی از بناهای میرزا شفیع صدراعظم مرحوم. مدرسه آباد طلبه نشینِ دایر، درخت نارنج بسیار داشت بارفروش حمّامهای خوب و مساجد عالی دارد» ناصرالدین شاه بار دیگر در ۱۲۹۲ به مازندران و از جمله به بارفروش سفر کرده‌است (رجوع کنید به روزنامهٔ سفر مازندران). اعتمادالسلطنه در مرآت البلدان می‌گوید که در طی این ده سال (۱۲۸۲–۱۲۹۲) به حکم شاه بازارهای تاریک سقف کوتاه مبدل به بازارچه‌های خوب و کاروانسراهای آباد گردیده و کوچه‌ها سنگفرش و عمارت «بحر ارم» که جز خرابه نبود معمور شده‌است»
از جمله وصف‌های جالب توجهی که در قرن گذشته از بارفروش شده یکی در سفرنامهٔ استرآباد و مازندران و گیلان تألیف میرزا ابراهیم نامی است که از ۱۲۷۶ تا ۱۲۷۷ نوشته شده‌است» به گفتة میرزا ابراهیم شهر در آن زمان ۳۵ محله داشته‌است. او اسامی آن‌ها را هم نوشته و از آن جمله «یهود محله» بوده‌است که پنجاه خانوار در آن سکونت داشته‌اند و یکصد تومان مالیات می‌داده‌اند. به گفتة میرزا ابراهیم این یهودیها «از هر ولایت چند خانوار آمدند و سیصد سال بالاتر است که در بارفروش ساکن می‌باشند. دو باب تورات‌خانه (کنیسه) و یک باب مکتب‌خانه دارند». گفتهٔ مؤلف مبنی بر این‌که یهودیان بیشتر از سیصد سال است که از ولایات مختلف به بارفروش رفته‌اند دلیل بر این است که این شهر از اواخر قرن نهم مرکز داد و ستد بازرگانی مهمی در مازندران بوده‌است. میرزا ابراهیم از «شکر ساز خانه دولتی» هم که از مسکو آورده‌اند و هشت سال است در آن‌جا برقرار شده‌است سخن می‌راند. یک من شاه قند را در بازار «یازده قران» می‌فروختند. در ۱۲۷۴ چهار هزار من تبریز شکر به کارخانه دادند که بعد از کسر مخارج سیصد تومان منفعت کرد. شکر سرخ تحویل کارخانه هر بیست من شاه به قیمت پنج تومان است». میرزا ابراهیم از دریاچهٔ بابل و عمارت وسط آن چنین می‌گوید: «آب این مردابچه به توسط آق رود از شاخهٔ رود بابل است و به مصرف زراعت هم می‌رسد» و چند نوع ماهی در آن به عمل می‌آید که به اصطلاح اهل مازندران «ظِلاجی»، «چکاب»، «طیل خُس»، «اِسْپَک» نامیده می‌شوند». به گفتهٔ میرزا ابراهیم در بارفروش و مشهدسر و پازوار کتان بسیار است و پنبه و نیشکر و رنگ و حنا و باقلا هم عمل می‌آید و «از کوکنار تریاک هم می‌گیرند و به طهران می‌برند و یک من شیرهٔ تریاک را به ده تومان می‌فروشند.
در کتاب «مأموریت علمی به ایران» تألیف ژاک دومورگان اطلاعاتی دربارهٔ بارفروش و آمل به لهجهٔ طبری به قلم حاجی آقا منشی میرزا یوسف آگنط (نماینده بازرگانی روسیه در بارفروش) و به خط خود او ارائه شده‌است. در این نوشته از کشتار و غارت محله یهودیان در سال ۱۲۸۷ سخن رفته‌است که بر اثر حادثهٔ کوچکی پیش آمد و در آن حدود چهارده زن و مرد کشته شدند و خانه‌های‌شان پس از چپاول آتش زده شده و بزرگِ یهودیان را به نام دانیال پس از زجر بسیار در لحاف آغشته به نفت پیچیدند و آتش زدند و تا هشت ماه یهودیان دربیم و اضطراب بودند تا آنکه به دستور دولت به این تعقیب و آزار پایان داده شد و برای جبران خسارت از مردم چهل هزار تومان پول گرفتند و میان یهودیان قسمت کردند و ایشان را به تجدید ساختمان خانه‌های ویران‌شان واداشتند. نیز در این رساله از کارخانه قند سازی بارفروش در جنب سبزه میدان آن شهر سخن رفته‌است و گفته شده‌است که به دستور میرزا تقی خان امیرکبیر دو کارخانهٔ شکرریزی (یکی در بارفروش و دیگری در ساری) احداث شده بود.
ملگونفِ روسی در ۱۲۷۷/۱۸۶۰ در نواحی جنوبی دریای خزر سفر کرده‌است و سفرنامهٔ او مطالبی دربارهٔ بارفروش دارد. او نام محلات شهر را ذکر می‌کند و می‌گوید که دارای ۶۰۰۰ خانوار و ۵۰۰۰۰ جمعیت و ۱۱ کاروانسرا و ۴۱۴ دکان است. مالیاتش در آن زمان ۲۰۰، ۲ تومان بوده‌است. محل کمپانی روس در انتهای بازار در کاروانسرایی بوده‌است و هر ساله سیصد نفر از مردم باکو و دیگران آهن و مس و سماور و چینی به آن‌جا می‌آورده و می‌فروخته‌اند. سپس دربارهٔ کارخانهٔ قند سازی می‌گوید که هشت سال پیش از آن، یعنی در ۱۲۶۹، آن کارخانه را با استادش آورده‌اند ولی چون مواجب استاد را نداده‌اند بازگشته است! سخنان ملگونف مؤید آن است که کارخانه قند سازی را در زمان میرزا تقی خان امیرکبیر و به دستور او به بارفروش آورده‌اند و پس از قتل او چون مواجب استاد کارخانه را نداده‌اند ناچار به بازگشت شده‌است. ملگونف می‌افزاید که اکنون قند را بسیار بد تهیه می‌کنند و می‌گویند از ده من نیشکر پنج من قند توان ساخت، ولی دروغ است و از بیست من نیشکر به دشواری می‌توان پنج من قند به عمل آورد. از ضرابخانهٔ بارفروش و وضع عجیب آن و از باغ شاه عباس و بحرالارم و تپه‌ای به نام «دزد کچل» که گویا محل دفن دزدی کچل بوده‌است نیز سخن گفته‌است. منوچهر ستوده (ص ۱۹۷) می‌گوید: ملگونف گفته‌های عوام را نقل کرده و گرفتار لغت‌سازی عوامانه شده‌است؛ دزد به معنی قلعه است و کل شکل دیگری از «کول» است که در لغت طبری به معنی تپه است. اما من گمان می‌کنم که «دزد کچل» یا «دزد کل» همان «دزدک چال» است که در کتاب ستوده (ص ۱۹۵) از آن نام برده شده‌است.
رابینو که به گفتة خودش (مازندران و استرآباد، مقدمه فارسی، ص ۱۵) از ۱۳۲۴/۱۹۰۶ تا ۱۳۳۰/۱۹۱۲ در رشت بوده و در این مدت دو بار به مازندران سفر کرده‌است دربارهٔ بارفروش می‌نویسد که شهر عمدهٔ بازرگانی مازندران است و از گفتهٔ مردم شهر نقل می‌کند که جمعیت آن در آن زمان ۹۱۲۲ خانوار با ۲۵۰۰۰ تن بوده‌است که ۷۴۰ نفر آن‌ها یهودی بوده‌اند؛ شهر دارای ۶۳ محله و ۲۶ مسجد و ۸ مدرسه و ۳۱ تکیه برای ایام محرم بوده و ۱۰ امامزاده و ۳ مقبرهٔ درویشان و چندین دبستان و ۱۴۷۱ دکان داشته‌است. به گفته رابینو شهر طی نیم قرن قبل از سفر وی بسیار آباد شده و وسعت یافته‌است. از باغ شاه عباس و بحرالارم و موقوفات آن نیز سخن گفته‌است. مقایسهٔ آماری که ملگونف حدود پنجاه سال پیش از رابینو به دست داده با آماری که رابینو از جمعیت بارفروش ذکر کرده نشان می‌دهد که تکیه بر اقوال و حدسیات مردم تا چه اندازه فاقد اعتبار است. رابینو نام دهات بارفروش را به تفصیل ذکر کرده‌است. جان ویشارد طبیب آمریکایی، که تقریباً از ۱۳۲۸–۱۳۰۹ (۱۸۹۱ تا ۱۹۱۰) در ایران به خدمات پزشکی مشغول بود نیز سفری به ولایات جنوبی دریای خزر و از جمله بارفروش کرده‌است. وی در کتاب خاطرات سفر خود بارفروش را بزرگ‌ترین شهر آن ناحیه می‌داند و جمعیت آن را حدود پنجاه هزار نفر ذکر می‌کند و می‌گوید که این شهر تجارت وسیعی با روسیه برقرار کرده‌است و آلمانی‌ها که با ایران تجارت دارویی دارند یک داروساز در آن‌جا گماشته‌اند. او از دریاچهٔ شهر سخن می‌گوید که روی آن را قشنگ‌ترین نیلوفرهای آبی پوشیده بوده‌است، و می‌گوید که عده‌ای از مردم نیلوفرهای آبی را جمع می‌کنند و به روسیه می‌فرستند تا از آن عطر تهیه شود (ص ۱۵۱–۱۵۲).
بنا به گفتهٔ اسمعیل مهجوری (ج ۲، ص ۲۲۶)، ظهیرالدوله مرشد و پیر درویشان فرقهٔ صفی علی‌شاهی در ۱۳۱۹ با حفظ سمت وزیر تشریفات سلطنتی به حکومت مازندران منصوب شد و چون در شهر بارفروش از «شیخ کبیر» مجتهد مسلّم و مرجع تقلید دیدن نکرد، شیخ آن را حمل بر بی‌اعتنایی کرد و در نتیجه فتنه‌ای میان پیروان شیخ و عمّال دولتی درگرفت که به زد و خورد منجر شد و سی نفر کشته و زخمی شدند و این فتنه تا ۱۳۲۰ که ظهیرالدوله به تهران بازگشت ادامه داشت.
بارفروش در جنبش مشروطه فعال بود و شرح آن در کتاب تاریخ مازندرانِ مهجوری آمده‌است. به گفتهٔ او (ج ۲، ص ۲۹۲) پیش از جنگ جهانی اول بیشتر روستاییان و کسبه مازندران در نتیجهٔ بازرگانی مستقیم با روسیه ثروتمند شده بودند و مشهدسر بندرگاه کالاها و بارفروش مرکز بازرگانی مازندران بود، ولی این وضع پس از انقلاب کبیر در روسیه تغییر کرد. در ۱۳۱۰ خورشیدی، دریاچهٔ شهر که باتلاق شده بود خشک و آن جزیره هموار شد. اکنون قسمت شرقی دریاچه قدیم، زمین ورزش شهر بابل است و در قسمت غربی خانه‌های مسکونی بناشده‌است. نیز باید توضیح داد که ظاهراً امروز بنا به آماری که به دست داده‌اند در شهر بابل جمعیت یهودی معتنابهی وجود ندارد، اما منوچهر ستوده (ج ۴، ص ۲۴۴) از دو کنیسهٔ یهودی، که در قدیم از آن به تورات‌خانه یاد کرده‌اند، سخن می‌گوید و می‌افزاید که در ۱۳۵۶ خورشیدی، یکی از آن دو دایر بوده و نام آن «کنیسای خشنود» است. کنیسهٔ دیگری متصل به آن موجود است که امروز از آن استفاده نمی‌شود. این دو کنیسه در «یهودی محله» بابل قرار دارد.
از آثار تاریخی شهر بابل پلی بر روی رود بابل است که آن را از بناهای محمدحسن خان قاجار پدر آغامحمدخان می‌دانند. ژوبر فرانسوی در دههٔ اول قرن نوزدهم این پل را «خیلی زیبا» معرفی می‌کند و می‌گوید دارای ده چشمه است و دو ستون چارگوش بلند دوسوی آن را زیور بخشیده‌است (ص ۳۵۱). این پل که از آجر ساخته شده بر سر راه قدیم آمل به بابل در جنوب شهر بابل واقع است و امروز هشت چشمه آن باقی است (ستوده، ج ۴، ص ۲۰۰).
بنای مسجد جامع بابل را به مازیاربن قارن (سال ۱۶۰) نسبت داده‌اند که تاریخ ساختمان و نام بانی آن درست نیست (رجوع کنید به قسمت تاریخی). این مسجد در دوران فتحعلی شاه بر اثر زلزله خراب شد و به فرمان او در ۱۲۲۵ به مباشرت میرزا محمد شفیع صدراعظم که اصلاً از مردم بندپی بود دوباره ساخته شد. تاریخ کتیبه‌های آن همه از دوران قاجاریه است. از بناهای دیگر بابل مسجد و مدرسهٔ میرزا شفیع، صدراعظم فتحعلی شاه، است که هر دو در ۱۲۲۱ ساخته شده و مدرسه در محله پنجشنبه بازار سابق بارفروش پشت چهارسوق قدیم است؛ و نیز مدرسه و مسجد کاظم بیگ در میدان محله سرحمام بارفروش، که متعلق به قرن دوازدهم است، و مقبرهٔ امامزاده قاسم در محلهٔ آستانهٔ بارفروش که طبق قول شایع، مدفن امامزاده قاسم فرزند امام محمدتقی ، است. بنای اخیر متعلق به قرن نهم ودارای صندوق نفیس کنده کاری است و درِ ورودی دو لنگهٔ آن نیز از همان قرن است (برای آثار تاریخی دیگر شهر بابل و مشهدسر رجوع کنید به ستوده، همان کتاب، و مهجوری، ج ۲، ص ۲۰۷).
در کتاب هیئت علمی فرانسه در ایران تألیف ژاک دومورگان». ، ج ۱، ص ۲۲۰، در ذیل بارفروش آمده‌است: «تنها بنای تاریخی شهر مسجد کهنه‌ای است که در حدود هزار سال است بنا شده و مقبرهٔ امام ابوالقاسم (کذا) پسر امام موسی ، وجود دارد (کذا)، مازندرانی‌ها آن را کلاغ مسجد، ایرانی‌ها آن را امامزاده ابوالقاسم می‌نامند». پس از آن افسانه‌ای را دربارهٔ بنای شهر و این محل ذکر می‌کند و می‌گوید که این منطقه قبل از بنای مسجد خالی از سکنه بوده و همه هفته در آن‌جا بازاری تشکیل می‌شده‌است. اهالی متوجه شدند که در محلی که امروز مسجد بنا شده‌است کلاغ‌ها گروه گروه جمع می‌آیند. مردم به همین جهت زمین را کندند و آثار و بقایای امام را یافتند و در آنجا مسجدی ساختند که به نام مسجد کلاچ یا مسجد کلاغ و شهر پیرامون آن بنا شد. این افسانه چنان‌که در قسمت تاریخی هم گفته شد دربارهٔ زمان پس از تسلط مغول، یعنی دوره‌ای است که شهر مامطیر خراب شده بود و در محل آن فقط هفته‌ای یک روز بازاری تشکیل می‌شد. بعد آثار مرقد امامزاده را در آن‌جا یافته‌اند و کسانی به تدریج در آن ساکن شده و نامش را بارفروش ده گذاشته‌اند. اما کلاچ مسجد یا کلاغ مسجد که همان امامزاده ابوالقاسم (امامزاده قاسم) شمرده شده‌است داستان دیگری دارد در مورد شهرک رودبست که در نزدیکی مامطیر بوده‌است و از جمله «بیست و هفت شهر درون دربند تمیشه بود که جامع و مصلی و بازارها و قضاة و علما و منابر» داشت».
در قرن ششم، طغرل سلجوقی کلاغی را نزد شاه اردشیر پادشاه مازندران فرستاد. «هر لحظه که پیش آن کلاغ گفتندی قُل، به لهجهٔ عرب و زبان فصیح کلاغ جواب دادی که اقول محمّد رسول‌اللّه. این کلاغ مدّت یک سال درخزانه شاه اردشیر بود… بعدِ یک سال وفات یافت و به قصبة رودبست، مقابل جامع، گنبد دخمهٔ سادات است، بر در آن دخمه به خاک سپردند و این ساعت خلایق به زیارت او می‌شوند و حاجات می‌خواهند.». منوچهر ستوده (ج ۴، ص ۲۷۱) پس از اشاره به این داستان می‌نویسد: «از دخمه سادات در رودبست امروز اثری باقی نیست». مهجوری». نوشته‌است: «امامزاده قاسم به آستانه و کلاچ مسجد معروف است و در مرکز شهر قرار دارد. در پیشگاه و پیوست به گنبد آن مسجدی است مربع مستطیل…». از مقایسه گفته‌های دومورگان و اسماعیل مهجوری و منوچهر ستوده به این حدس نزدیک می‌شویم که پس از هجوم مغول و ویرانی شهرهای مامطیر و رودبست، شهرک تازه‌ای در محل مامطیر به نام بارفروش‌ده به وجود آمده‌است و اهالی محل که از وجود «دخمهٔ سادات» و «گور کلاغ» خاطره‌ای مبهم داشته‌اند با دیدن اینکه کلاغها به محلی رفت‌وآمد می‌کنند و با رؤیای مردی که آن‌جا را «مکانی مقدس» دیده‌است». دخمهٔ سادات و گور کلاغ را به بارفروش‌ده منتقل ساخته‌اند و آن محل را امامزاده قاسم و مسجد را کلاچ مسجد (یا کلاغ مسجد) نامیده‌اند. نظیر این نقل و انتقال مکان‌های مقدس در جاهای دیگر هم دیده شده‌است. از زمانی که این محل در بارفروش پیدا شده به «آستانهٔ کلاج مشهد» معروف بوده‌است». و کلمات «آستانه» و «مشهد» دالّ براین است که آنجا «مشهد کلاغ» هم بوده‌است و نه به قول مردم فقط «کلاج مسجد». این معنی حدس ما را که آن‌جا قبر کلاغ مذکور در تاریخ طبرستان است تأیید می‌کند.